# Johan Philip van der Kellen

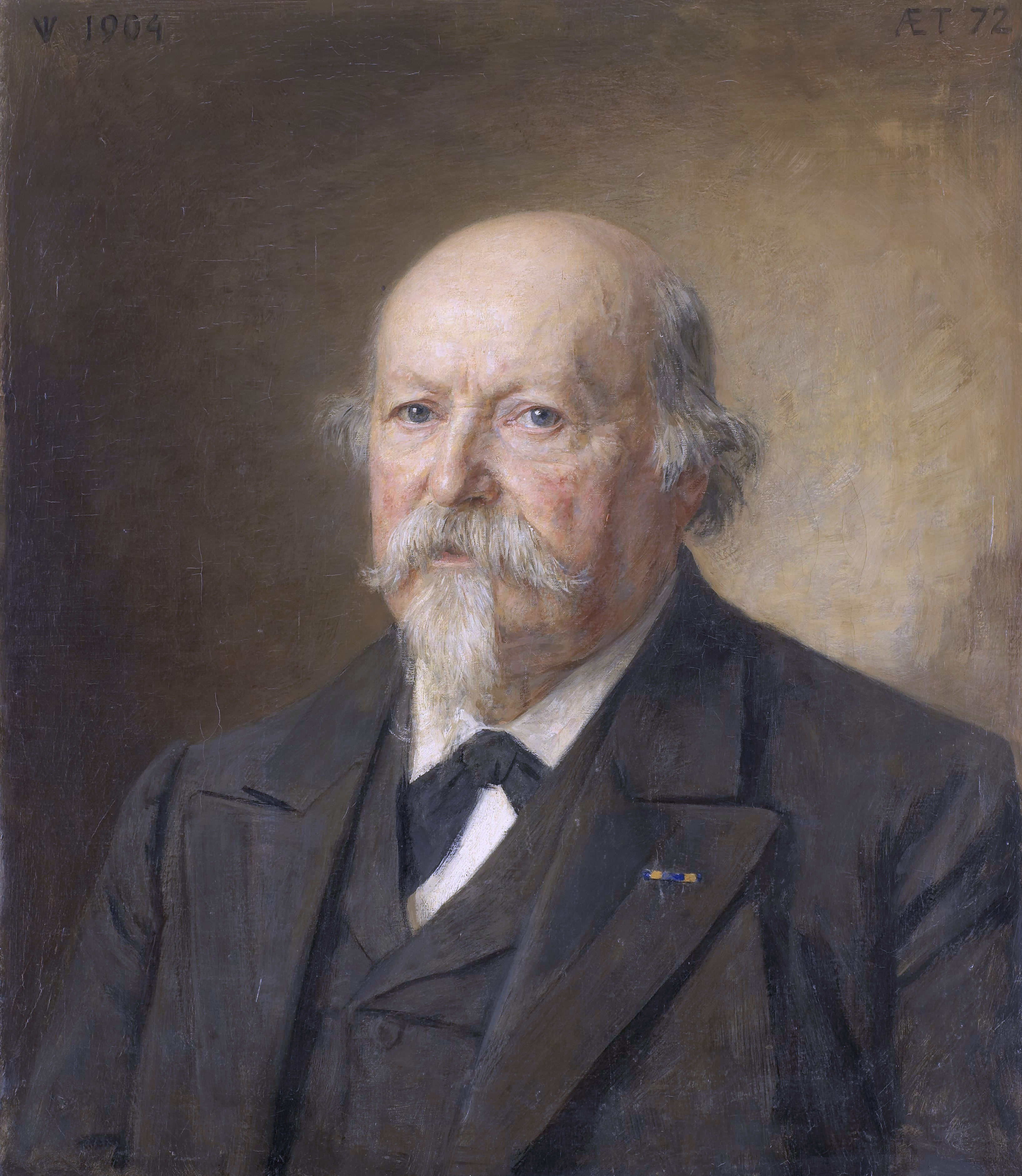
Johan Philip van der Kellen (1831-1906) (Jan Veth, 1904)

Johan Philip (Philip) van der Kellen (9 juli 1831, Utrecht - 6 juni 1906, Baarn) was een Nederlands graveur en kunsthistoricus.

## Leven en werk
Philip van der Kellen was een zoon van medailleur en stempelsnijder David van der Kellen (1804-1879) en Hanriette Fricederica Menger (1808-1886) en een broer van David, Johannes en Hendrika van der Kellen. Hij was een leerling van zijn vader en Johann Wilhelm Kaiser. Hij was tot 1876 een graveur bij de Rijksmunt. Hij maakte daar enkele bekende medailles. Hij trouwde in 1860 met Henrietta Louisa Koenen. In deze periode begon hij ook prenten te verzamelen. Nadat zij vrouw in 1881 stierf hertrouwde hij met Helène Gerritsen (1843-1921).
Van 1876 tot 1903 was hij directeur van het Rijksprentenkabinet Hij publiceerde onder andere over Caspar en Jan Luyken en Jan van de Velde de jonge. Hij publiceerde het eerste (maar tevens laatste) deel van Le peintre-graveur hollandais et flamand, dat hij beschouwde als een voortzetting van Peintre-Graveur van Adam Bartsch.
Hij verzamelde zo'n 6000 prenten, waaronder 4500 prenten van vader en zoon Luyken. Door zijn functie als directeur van het Rijksprentenkabinet moest hij die collectie verkopen. Een gedeelte werd door het Rijksprentenkabinet aangeschaft. Onder zijn bestuur verzamelde het Rijksprentenkabinet een indrukwekkende collectie van prenten, voornamelijk van Nederlandse schilders uit de Gouden Eeuw. Een belangrijke aankoop in 1881 was de Historische Atlas van Frederik Muller, die historische prenten, tekeningen, kaarten en portretten bevatte. Dit paste in van der Kellens opvatting van het Rijksprentenkabinet als een centrum voor documentatie en studie in een breder veld van wetenschappen en kunsten. Als specialist in Hollandse prenten was hij ook internationaal bekend. Zijn neef Johan Philip van der Kellen Dzn. werkte vanaf medio 1885 ook bij het Rijksprentenkabinet en was er in de periode 1917 tot 1923 conservator.